# John Learmont
John Hartley	Learmont, KCB, CBE (* 10. März 1934) ist ein ehemaliger britischer Offizier der British Army, der zuletzt als General zwischen 1991 und 1994 Generalquartiermeister des Heeres (Quartermaster-General to the Forces) war.

## Leben

### Offiziersausbildung und militärische Verwendungen
John Hartley Learmont absolvierte nach dem Schulbesuch eine Offiziersausbildung am Royal Military Academy Sandhurst (RMAS) und wurde am 12. Februar 1954 als Leutnant (Second Lieutenant) in die Royal Artillery der British Army übernommen. In der Folgezeit fand er zahlreiche Verwendungen und war als Oberstleutnant (Lieutenant-Colonel) der Royal Horse Artillery in Nordirland eingesetzt. Für seine Verdienste während des Nordirlandkonfliktes während der Zeit vom 1. Mai bis 31. Juli 1974 wurde er im Kriegsbericht erwähnt (Mentioned in dispatches). Als Brigadegeneral (Brigadier) wurde er im Dezember 1978 Kommandeur der 8. Feldstreitkräfte (8th Field Force) und verblieb in dieser Verwendung bis Dezember 1980. Danach war er zwischen Juli 1982 bis 1984 Chef der britischen Militärverbindungsmission bei der Sowjetarmee in Europa. Am 12. August 1982 wurde sein Fahrzeug vor einer Radarstellung bei Quedlinburg von einem aus dem Tor herausschießenden NVA-Fahrzeug seitlich gerammt und gegen einen Baum gedrückt.
Nach seiner Rückkehr war er von Februar 1985 bis Februar 1987 Kommandeur der Artillerieverbände des I. Korps (I Corps). Zugleich wurde ihm am 23. Februar 1985 der kommissarische Dienstgrad eines Generalmajor (Major-General) verliehen. Am 11. März 1987 wurde er Chef des Stabes im Hauptquartier der Landstreitkräfte (Chief of Staff, United Kingdom Land Forces) ernannt. Er verblieb auf diesem Posten bis Februar 1988. Am 11. April 1988 wurde er Kommandant des Staff College Camberley und damit Nachfolger von Generalmajor John Waters. Diesen Posten hatte er bis März 1989 inne, woraufhin Generalmajor Jeremy Mackenzie seine dortige Nachfolge antrat. Am 1. August 1988 übernahm er von General Martin Farndale auch das Ehrenamt als Colonel Commandant des Army Air Corps.

### Aufstieg zum General
Am 12. April 1989 wurde John Learmont zum Generalleutnant (Lieutenant-General) befördert sowie zugleich als Nachfolger von Generalleutnant Patrick Palmer zum Militärsekretär (Military Secretary) ernannt. Als solcher war er bis zu seiner Ablösung durch Generalleutnant William Rous im Oktober 1991 für die Grundsatzpolitik des Personalmanagements der British Army zuständig. Während dieser Zeit wurde er am 17. Juni 1989 zum Knight Commander des Order of the Bath (KCB) geschlagen, so dass er fortan den Namenszusatz „Sir“ führte. Des Weiteren übernahm er am 15. August 1990 den Ehrenposten als  Colonel Commandant der Royal Horse Artillery.
Zuletzt übernahm er im Dezember 1991 von General Edward Jones den Posten als Generalquartiermeister des Heeres (Quartermaster-General to the Forces) und übte diese Verwendung bis April 1994 aus, woraufhin abermals General William Rous sein dortiger Nachfolger wurde. Zugleich wurde ihm am 2. Dezember 1991 der Dienstgrad eines Generals verliehen. Am 13. Juni 1994 trat er in den Ruhestand.